# Sent Morelh
Sent Maurèlh (en francès Saint-Moreil) és una comuna (municipi) de França, a la regió de la Nova Aquitània, departament de la Cruesa. La seva població al cens de 1999 era de 292 habitants. Està integrada a la Communauté de communes de Bourganeuf - Royère-de-Vassivière.

## Demografia
| 1968 | 1975 | 1982 | 1990 | 1999 |
| ---- | ---- | ---- | ---- | ---- |
| 475  | 354  | 325  | 287  | 292  |

## Administració
| Període   | Identitat       | Partit |
| --------- | --------------- | ------ |
| 2001-2008 | Robert Poulier  |        |
| 2008-     | Joseph Lehericy |        |